# Андрющенко, Онуфрий Несторович
Онуфрий Несторович Андрющенко (бел. Ануфрый Нестаравіч Андрушчанка; 24 июня 1907, Киевская губерния, Российская империя — 1991) — учёный-географ в области почвоведения, географии почв, а также истории географической науки. Ректор Дальневосточного государственного университета (1960—1962).

## Биография
Родился 24 июня 1907 года в Киевской губернии, село Михайловка, после в возрасте 3 лет переехал во Владивосток,где и окончил школу, после работал 2 года на метеорологическом судне и в возрасте 18 лет пошёл служить в армию. Спустя 2 года службы поступил в Ленинградский университет.
Окончил Ленинградский университет (1932) и аспирантуру при нём, ученик Б. Б. Полынова. Кандидат географических наук (диссертация «Условия почвообразования и почвенно-мелиоративная характеристика Нижнего Заволжья», 1937).
В 1936—1938 годах декан географического факультета Белорусского государственного университета, с 1937 года по совместительству и. о. ректора.
В 1938—1940 годах заведовал кафедрой физической географии Киевского государственного педагогического института им. М. Горького, в 1940—1941 годах заместитель директора и заведующий кафедрой географии и естествознания учительского института в Пинске.
В 1941—1942 гг. в эвакуации в Семипалатинске, декан естественно-географического факультета Семипалатинского педагогического института. В 1942—1947 гг. доцент Кировского педагогического института, в 1949—1952 гг. Уральского государственного университета. В 1956—1958 гг. декан геолого-географического факультета Белорусского государственного университета.
В 1960—1962 годах ректор Дальневосточного государственного университета. Затем вновь в Белоруссии на географических факультетах в Бресте и Минске.

## Труды
- Естественно-исторические условия комплексной степи джаныбекского района Западно-Казахстанской области. Минск, 1956. 172 с.
- История географии. Минск, 1962. Ч. 1. География в древние и средние века. 140 с (В соавторстве с В. А. Дементьевым)
- К истории развития советской географической науки. Минск, 1978. 103 с.
- Развитие географии в СССР. Минск, 1978. 107 с.
- Как образуется климат. Минск, 1979. 96 с (В соавторстве с А. И. Исуповой)
- Материалы для самостоятельной работы студентов по физической географии СССР. Минск, 1985.